# Donja Voća
Donja Voća je opčina v Chorvatsku, ve Varaždinské župě. Opčinu tvoří 8 sídel. V roce 2001 žilo v celé opčině 2 433 obyvatel, v samotné vesnici Donja Voća 1 059 obyvatel.

## Části opčiny
- Budinščak
- Donja Voća
- Fotez Breg
- Gornja Voća
- Jelovec Voćanski
- Plitvica Voćanska
- Rijeka Voćanska
- Slivarsko